# Провулок Квітки-Основ'яненка (Київ)
Прову́лок Кві́тки-Основ'я́ненка — провулок у Голосіївському районі міста Києва, місцевість Мишоловка. Пролягає від вулиці Квітки-Основ'яненка, розгалужуючись на два напрямки — до Парникової вулиці та до вулиці Академіка Кащенка.
Прилучається Садова вулиця.

## Історія
Провулок виник у 1-й половині XX століття під назвою  Мишоловський. Сучасна назва на честь українського письменника Григорія Квітки-Основ'яненка — з 1952 року.